# 埃爾西利亞 (智利)
38°3′S 72°23′W / 38.050°S 72.383°W

埃爾西利亞（西班牙語：Ercilla），是智利的城鎮，位於該國南部阿勞卡尼亞大區的馬雷科省，始建於1855年2月6日，面積499.7平方公里，海拔高度306米，2012年人口8,466人，人口密度每平方公里17人。